# Emmanuel Piget
Pietro Piget (ur. 25 grudnia 1984 roku w Cognac) – francuski kierowca wyścigowy.

## Kariera

### Formuła Renault
W latach 2001–2014 Piget startował w różnych edycjach Formuły Renault. W latach 2001–2002 startował gościnnie w Europejskim Pucharze Formuły Renault 2000. We francuskim odpowiedniku Formuły Renault Piget startował w latach 2001-2004. Największym jego osiągnięciem jest 10 pozycja we Francuskiej Formule Renault w 2003 roku.

### Formuła 3
W Hiszpańskiej Formule 3, a później w jej następcy: European F3 Open Emmanuel pojawiał się w latach 2004 i 2009-2010. Jedynie w sezonie 2010 był klasyfikowany, kiedy to z dorobkiem 32 punktów zajął 10. miejsce w klasyfikacji generalnej.

### Formuła Renault 3.5
Dość niespodziewanie po dwuletniej przerwie w startach, w 2013 roku Piget został ogłoszony kierowcą wyścigowym zespołu Zeta Corse w prestiżowej Formule Renault 3.5. Tu jednak wystartował tylko podczas rundy na torze Autodromo Nazionale di Monza, gdzie dwukrotnie był siedemnasty. W klasyfikacji generalnej został sklasyfikowany na 29 pozycji.

## Statystyki
| Sezon | Seria                                  | Zespół          | Wyścigi | PP | Zwycięstwa | Podium | NO | Punkty | Pozycja |
| ----- | -------------------------------------- | --------------- | ------- | -- | ---------- | ------ | -- | ------ | ------- |
| 2001  | Europejski Puchar Formuły Renault 2000 | TCS             | 2       | 0  | 0          | 0      | 0  | 0      | NS†     |
| 2001  | Francuska Formuła Renault              | TCS             | 2       | 0  | 0          | 0      | 0  | 0      | NS†     |
| 2002  | Europejski Puchar Formuły Renault 2000 | TCS             | 2       | 0  | 0          | 0      | 0  | 0      | NS†     |
| 2002  | Francuska Formuła Renault              | TCS             | 6       | 0  | 0          | 0      | 0  | 5      | 17      |
| 2003  | Francuska Formuła Renault              | Green Team      | 9       | 0  | 0          | 0      | 1  | 58     | 10      |
| 2004  | Hiszpańska Formuła 3                   |                 | 2       | 0  |            |        | 0  | 0      | NS†     |
| 2004  | Francuska Formuła Renault              | Pole Services   | 2       | 0  | 0          | 0      | 0  |        | 25      |
| 2009  | European F3 Open                       | Novo Team - Eca | 2       | 0  | 0          | 0      | 0  | 0      | NS†     |
| 2009  | European F3 Open – Copa de España      | Novo Team - Eca | 2       | 1  | 0          | 1      | 1  | 0      | NS†     |
| 2010  | European F3 Open                       | MP Racing       | 6       | 0  | 0          | 0      | 2  | 32     | 10      |
| 2013  | Formuła Renault 3.5                    | Zeta Corse      | 2       | 0  | 0          | 0      | 0  | 0      | 29      |

† – Piget nie był liczony do klasyfikacji.

## Wyniki w Formule Renault 3.5
| Legenda oznaczeń w tabelach wyników Wyświetl szablon na nowej stronie | Legenda oznaczeń w tabelach wyników Wyświetl szablon na nowej stronie                                                                     |
| Oznaczenie                                                            | Wyjaśnienie |
| --------------------------------------------------------------------- | --- |
| Złoty                                                                 | Zwycięzca lub mistrzostwo |
| Srebrny                                                               | 2. miejsce lub wicemistrzostwo |
| Brązowy                                                               | 3. miejsce lub II wicemistrzostwo |
| Zielony                                                               | Ukończył, punktował (w klasyfikacji generalnej, gdy zdobył co najmniej jeden punkt na przestrzeni sezonu, poza trzema powyższymi opcjami) |
| Niebieski                                                             | Ukończył, nie punktował (w klasyfikacji generalnej, gdy nie zdobył co najmniej jednego punktu na przestrzeni sezonu)                      |
| Czerwony                                                              | Nie zakwalifikował się (NZ) |
| Czerwony                                                              | Nie prekwalifikował się (NPK) |
| Różowy                                                                | Nie ukończył (NU) |
| Różowy                                                                | Niesklasyfikowany (NS) (w klasyfikacji generalnej, gdy nie został sklasyfikowany w żadnym wyścigu sezonu)                                 |
| Czarny                                                                | Zdyskwalifikowany (DK) |
| Czarny                                                                | Wykluczony (WYK/EX) |
| Biały                                                                 | Nie wystartował (NW) |
| Biały                                                                 | Kontuzjowany (K/INJ) |
| Biały                                                                 | Wyścig odwołany (OD/C) |
| Bez koloru                                                            | Został wycofany (WYC/WD) |
| Bez koloru                                                            | Nie przybył (NP/DNA) |
| Bez koloru                                                            | Nie brał udziału w treningach (NT/DNP) |
| Bez koloru                                                            | Nie został zgłoszony (–) |
| Pogrubienie                                                           | Start z pole position |
| Kursywa                                                               | Najszybsze okrążenie wyścigu |
| †                                                                     | Nie ukończył, ale jego rezultat został zaliczony ze względu na przejechanie więcej niż 90% dystansu wyścigu.                              |
| *                                                                     | Sezon w trakcie |
| 1/2/3                                                                 | Punktowana pozycja w sprincie kwalifikacyjnym                                                                                             |
| Lista systemów punktacji Formuły 1                                    | |

| Rok  | Zespół     | Wyniki w poszczególnych eliminacjach | Wyniki w poszczególnych eliminacjach | Wyniki w poszczególnych eliminacjach | Wyniki w poszczególnych eliminacjach | Wyniki w poszczególnych eliminacjach | Wyniki w poszczególnych eliminacjach | Wyniki w poszczególnych eliminacjach | Wyniki w poszczególnych eliminacjach | Wyniki w poszczególnych eliminacjach | Wyniki w poszczególnych eliminacjach | Wyniki w poszczególnych eliminacjach | Wyniki w poszczególnych eliminacjach | Wyniki w poszczególnych eliminacjach | Wyniki w poszczególnych eliminacjach | Wyniki w poszczególnych eliminacjach | Wyniki w poszczególnych eliminacjach | Wyniki w poszczególnych eliminacjach | Punkty | Pozycja |
| ---- | ---------- | ------------------------------------ | ------------------------------------ | ------------------------------------ | ------------------------------------ | ------------------------------------ | ------------------------------------ | ------------------------------------ | ------------------------------------ | ------------------------------------ | ------------------------------------ | ------------------------------------ | ------------------------------------ | ------------------------------------ | ------------------------------------ | ------------------------------------ | ------------------------------------ | ------------------------------------ | ------ | ------- |
| 2013 | Zeta Corse | ITA                                  | ITA                                  | ARA                                  | ARA                                  | MON                                  | BEL                                  | BEL                                  | RUS                                  | RUS                                  | AUT                                  | AUT                                  | HUN                                  | HUN                                  | FRA                                  | FRA                                  | CAT                                  | CAT                                  | 0      | 29      |
| 2013 | Zeta Corse | 17                                   | 17                                   | -                                    | -                                    | -                                    | -                                    | -                                    | -                                    | -                                    | -                                    | -                                    | -                                    | -                                    | -                                    | -                                    | -                                    | -                                    | 0      | 29      |